# Henderson (Wirginia Zachodnia)
Henderson – miasto w Stanach Zjednoczonych, w stanie Wirginia Zachodnia, w hrabstwie Mason.